# Hřbet (geomorfologie)

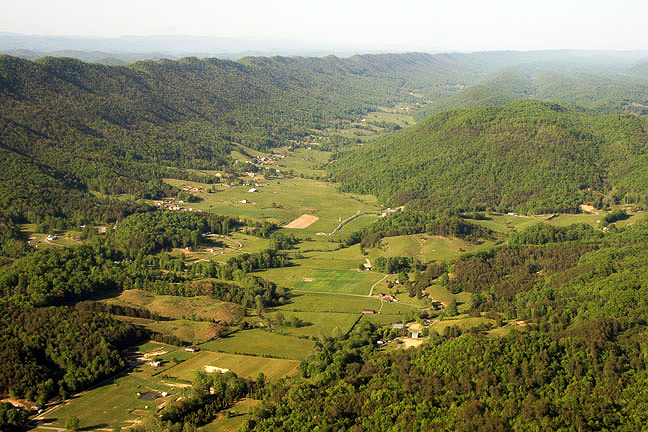
Stratigrafický hřbet v Northeastern Tennessee, vzniklý činností řeky

Hřbet (nejčastěji horský hřbet) je protáhlá vyvýšenina, jejíž délka přesahuje šířku, s různými sklony svahů a plochou zaoblenou vrcholovou částí. Mezi hřbety patří různé hory a kopce. Existuje několik druhů hřbetů, podle způsobu jejich vzniku.